# Détroit de Lombok
Le détroit de Lombok se situe en mer de Bali et communique au sud avec l’océan Indien. Il sépare les îles de Bali et de Lombok en Indonésie.
Sa largeur minimale est de 18 km à son extrémité sud mais elle est de 40 km à son extrémité nord. La longueur totale du détroit est de 56 km. Sa profondeur minimale est de 250 m.
Le détroit de Lombok est le point de passage le plus généreusement dimensionné entre les océans Indien et Pacifique dans le Sud-Est asiatique. Il permet le passage des navires de très gros tonnage, y compris les supertankers, qui ne pourraient passer par les autres détroits de l'arc indonésien, en particulier le détroit de la Sonde, voire le détroit de Malacca.
Le détroit de Lombok est par ailleurs le lieu de passage de la ligne Wallace, du nom de Alfred Russel Wallace, frontière biogéographique entre les deux grandes écozones que sont l'Indomalais et l'Australasien. Lors de la baisse du niveau de la mer durant les glaciations du Pléistocène, Bali était rattachée à Java, Sumatra et au continent asiatique. Aussi leur faune est-elle commune. Les eaux profondes du détroit de Lombok isolèrent en revanche les petites îles de la Sonde.

## Histoire

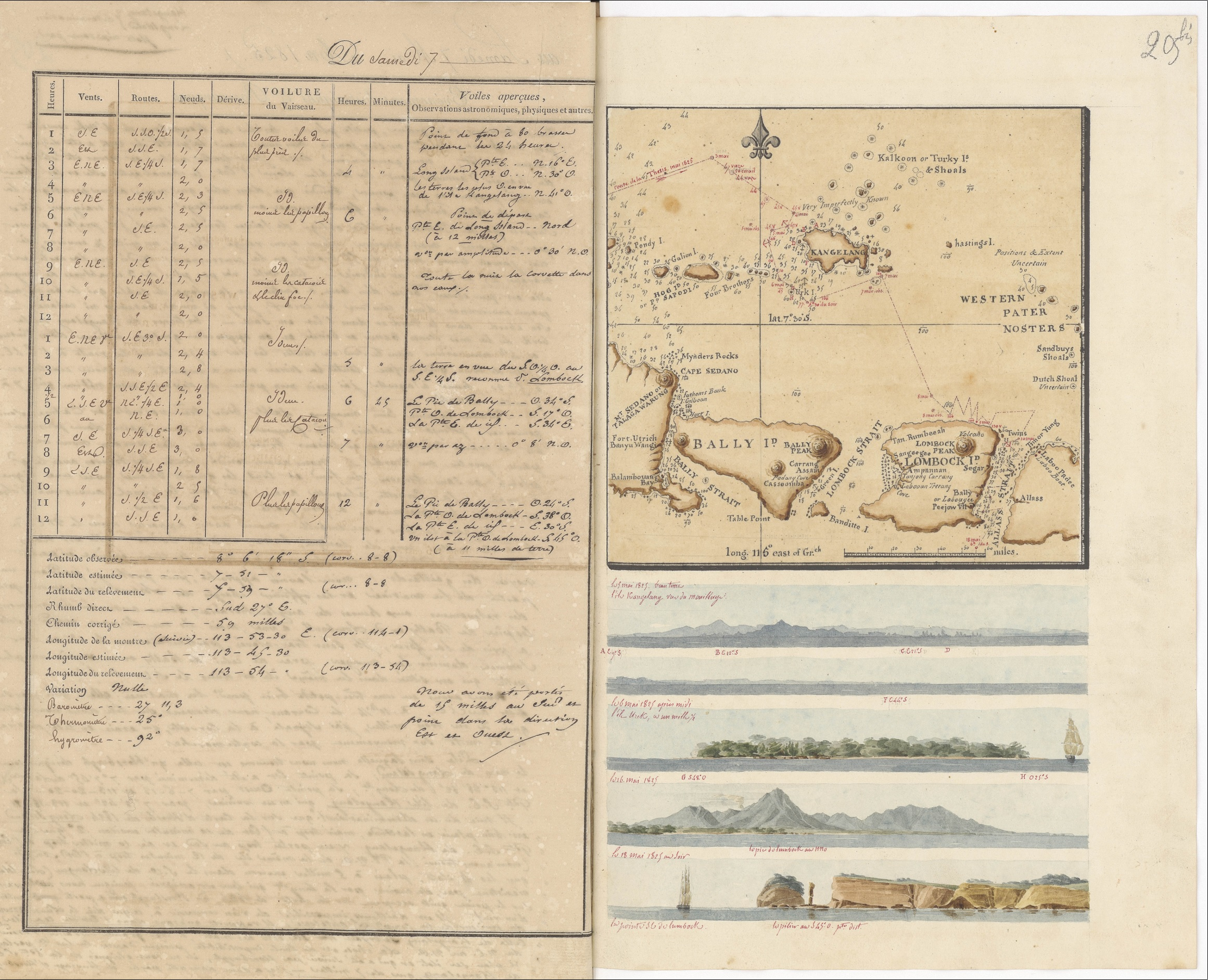
Cartes de l'île de Bally et de l'île de Lombock lors de l'expédition de Hyacinthe de Bougainville en 1825. Archives nationales de France.

## Référence
- (en) Cet article est partiellement ou en totalité issu de l’article de Wikipédia en anglais intitulé « Lombok Strait » (voir la liste des auteurs).